# Ortheziolacoccus matileferreroae
Ortheziolacoccus matileferreroae  (лат.) — вид мелких пластинчатых червецов семейства Ortheziidae. Эндемик Танзании.

## Распространение
Африка: Мадагаскар, Малави, Танзания. Обнаружены на высоте 2010 м на Arundinaria alpina (Арундинария, семейство Злаки).

## Описание
Мелкие пластинчатые червецы. Сверху спина самок покрыта белыми восковыми пластинками. Обнаружены на листьях, питаются соками злаковых растений Arundinaria alpina (род Арундинария, семейство Злаки). Апикальный сегмент усиков имеет длину 360 мкм. Тибиотарзус (голень+лапка) задней ноги имеет длину 430 мкм. Этот вид сходен с видом O. jermyi по отсутствию шипиков вокруг тазиков, широкой дорзомедиальной зоны и нескольким многогнёздным порам около грудных дыхалец. Вид был впервые упомянут под эти названием в 1999 году венгерскими энтомологом Ференцем Кошаром (Ferenc Kozáry; Plant Protection Institute, Centre for Agricultural Research, Hungarian Academy of Sciences, Будапешт, Венгрия), а научно описан в 2000 году. Таксон включён в состав рода Ortheziolacoccus Kozár, 2004 вместе с видами O. angolaensis, O. barrosmachadoi, O. demeteri, O. fercsii, O. benedictyae, O. giliomeei, O. nelliae, O. madecassa, O. mahunkai, O. millari, O. multisetosus, O. williamsi, O. saringeri, O. ethiopiensis и другими.